# Franklin Avenue Shuttle
Franklin Avenue Shuttle (servicio lanzadera de la avenida Franklyn o un servicio en una sola dirección que va y viene) es un servicio del metro de la ciudad de Nueva York que opera en Brooklyn.
La flota del shuttle consiste principalmente de cuatro trenes de dos vagones modelo R68 que opera desde la Avenida X/Avenida Stillwell Yard con una como repuesto en Coney Island Yard o en las vías con dirección norte entre Prospect Park y la avenida Parkside, una para almacenamiento en las vías locales sin usar con dirección sur en Prospect Park y dos en servicios. A diferencia de la flota regular R68, los letreros de información del shuttle son calcomanías en vez de letreros digitales. El shuttle también opera trenes de una sola persona con el conductor siendo el que conduce ambas extremos, al final de cada recorrido el conductor irá al otro extremo del vagón para hacer otro recorrido..
Antes de 1996, la flota de trenes consistía en vagones R32s.
El servicio actual es co-extensivo con la línea de la Avenida Franklin. Corresponde a la Avenida Franklin, de ahí su nombre. Fue originalmente parte de la línea principal Brighton Beach y abrió como parte de la línea de ferrocarriles de vapor en 1878. La línea principal fue trasladada en 1920, y la Línea Franklin fue reducida a un servicio completo shuttle a principio de los 1960s. La línea era totalmente de dos vías (con solo una vía usada en Prospect Park) antes de la rehabilitación de 1998-1999 con las estaciones deteriorándose  y después la estación cerrada, Calle Dean. También hay una conexión entre la línea Brighton. Los trenes usualmente pasan cerca del Jardín Botánico, la única estación de dos vías en la línea.
La terminal norte es la Avenida Franklin, y está en la intersección de la avenida Franklin y la calle Fulton, con una transferencia disponible en la línea de la Calle Fulton. La terminal sur es Prospect Park. 
Actualmente hay cuatro paradas en esta línea, como dos de las estaciones existente, la estación, Dean Street y Consumers Park cerraron — la calle Dean lo hizo en 1995 debido a que cobraban muy poco y no recibían los suficientes ingreso, y la estación Consumers Park (Jardín Botánico) en 1928, fue reemplazada por la actual estación  Botanic Garden cinco cuadras al norte.
En 1981 el MTA propuso abandonar la línea, pero debido a la oposición de los usuarios al plan, la línea fue completamente reconstruirá y renovada en 1998–99. Durante las renovaciones, un autobús shuttle temporal y el autobús B48 reemplazo al servicio shuttle. 
Originalmente, la transferencia en la calle Fulton fue hecha (en ambas direcciones) al recuperar un pequeño boleto de transferencia de cartón de la cabina de fichas o de la máquina de boletos, al salir a la calle y entrar en la otra línea de ferrocarril y depositar el boleto en una caja y caminar en la plataforma. Con la reconstrucción, hay ahora una escalera y un elevador entre el shuttle elevado  y la calle subterránea de Fulton (Línea C) zona completamente en el área de tarifa.
El 1 de noviembre de 1918, en el peor accidente de trenes a la fecha, un tren del BRT chocó dentro de un nuevo túnel casi al llegar de la estación Prospect Park, matando al menos 93. Después se convirtió en el accidente de la línea Brighton o Malbone Street Wreck.

## Estaciones

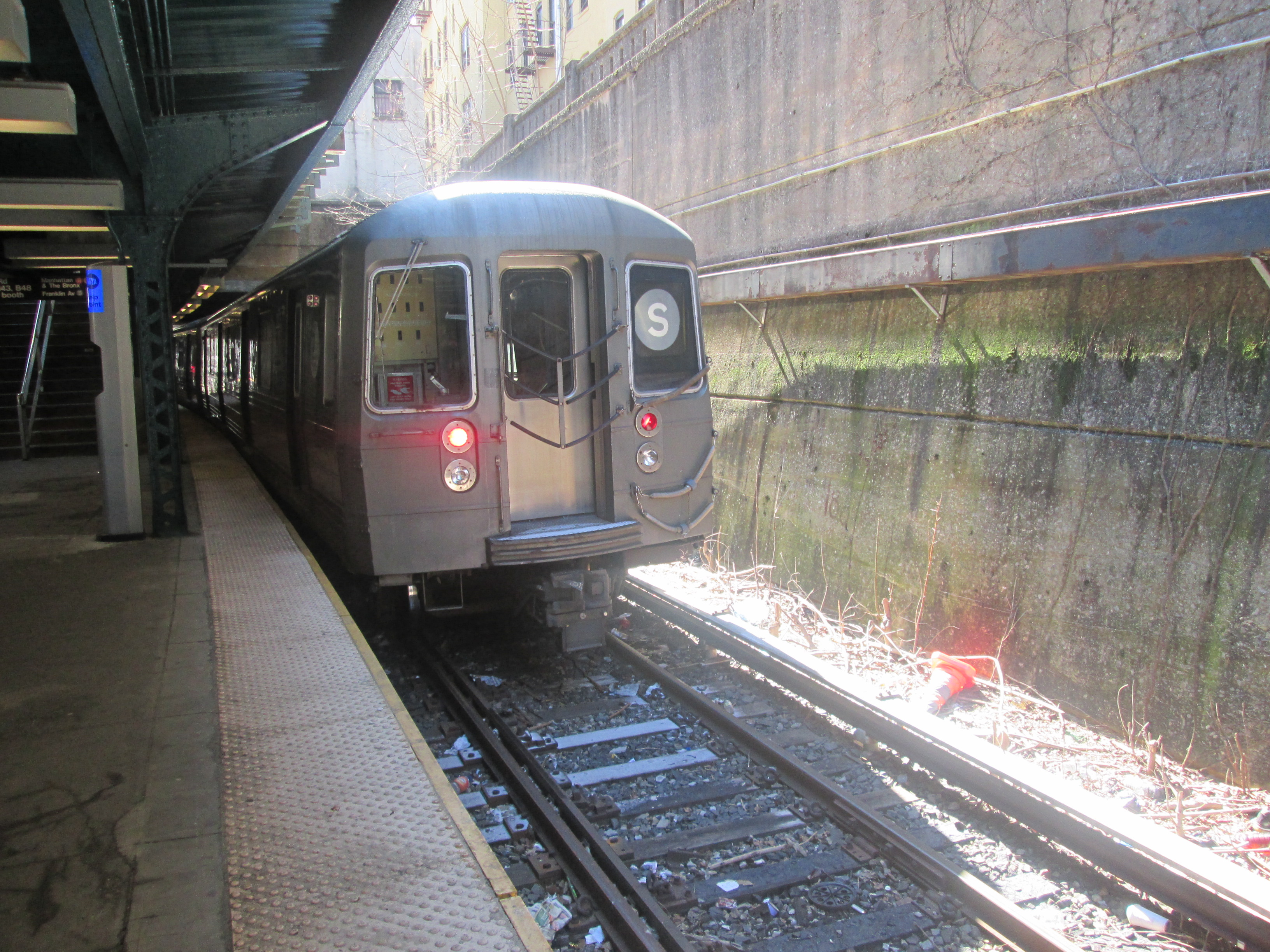
Shuttle de la avenida Franklin en la estación Prospect Park.

| Leyenda de la estación de servicio   | Leyenda de la estación de servicio                       |
| ------------------------------------ | -------------------------------------------------------- |
| Hace paradas todo el tiempo          | Paradas todo el tiempo                                   |
| Hace paradas todo el tiempo          | Paradas todo el tiempo excepto a altas horas de la noche |
| Hace paradas sólo los días de semana | Paradas en días de semana                                |
| Hace paradas sólo en horas pico      | Paradas sólo en horas pico                               |
| Detalles del periodo de tiempo       |                                                          |

| Franklin Avenue Shuttle service | Estación                      | Acceso para discapacitados | Transferencias                                         | Conexiones |
| ------------------------------- | ----------------------------- | -------------------------- | ------------------------------------------------------ | ---------- |
| Brooklyn                        |                               |                            |                                                        |            |
| Hace paradas todo el tiempo     | Avenida Franklin-Calle Fulton | Acceso para discapacitados | A C (Línea de la Calle Fulton)                         |            |
| Hace paradas todo el tiempo     | Park Place                    | Acceso para discapacitados |                                                        |            |
| Hace paradas todo el tiempo     | Botanic Garden                |                            | 2 3 4 5 (línea Eastern Parkway en la Avenida Franklin) |            |
| Hace paradas todo el tiempo     | Prospect Park                 | Acceso para discapacitados | B Q (línea Brighton)                                   |            |